# Sofiane Bendebka
Sofiane Bendebka (El Makria, 9 augustus 1992) is een Algerijns voetballer die speelt als middenvelder.

## Carrière
Bendebka maakte in 2011 zijn profdebuut voor de Algerijnse ploeg NA Hussein Dey en speelde er tot in 2017. Dan vertrekt hij naar MC Alger, hij blijft er spelen tot in 2020. Sinds 2020 speelt hij voor de Saoedische club Al-Fateh SC.
Hij speelt sinds 2016 voor Algerije, en nam deel aan de Olympische Spelen 2016, hij speelde er drie wedstrijden en scoorde twee keer.

## Clubstatistieken
| Seizoen | Club           | Competitie              | Competitie | Competitie | Competitie | Beker | Beker | Beker | Internationaal | Internationaal | Internationaal | Totaal | Totaal | Totaal |
| Seizoen | Club           | Competitie              | Wed.       | Dlp.       | Ass.       | Wed.  | Dlp.  | Ass.  | Wed.           | Dlp.           | Ass.           | Wed.   | Dlp.   | Ass.   |
| ------- | -------------- | ----------------------- | ---------- | ---------- | ---------- | ----- | ----- | ----- | -------------- | -------------- | -------------- | ------ | ------ | ------ |
| 2011/12 | NA Hussein Dey | Ligue Professionnelle 1 | 10         | 1          | 1          | 0     | 0     | 0     | —              | —              | —              | 10     | 1      | 1      |
| 2012/13 | NA Hussein Dey | Ligue Professionnelle 1 | 0          | 0          | 0          | 2     | 1     | 0     | —              | —              | —              | 2      | 1      | 0      |
| 2013/14 | NA Hussein Dey | Ligue Professionnelle 1 | 0          | 0          | 0          | 0     | 0     | 0     | —              | —              | —              | 0      | 0      | 0      |
| 2014/15 | NA Hussein Dey | Ligue Professionnelle 1 | 26         | 1          | 1          | 3     | 0     | 0     | —              | —              | —              | 29     | 1      | 1      |
| 2015/16 | NA Hussein Dey | Ligue Professionnelle 1 | 26         | 2          | 0          | 5     | 0     | 0     | —              | —              | —              | 31     | 2      | 0      |
| 2016/17 | NA Hussein Dey | Ligue Professionnelle 1 | 25         | 5          | 3          | 3     | 0     | 0     | —              | —              | —              | 28     | 5      | 3      |
| 2016/17 | MC Alger       | Ligue Professionnelle 1 | 0          | 0          | 0          | 0     | 0     | 0     | 1              | 0              | 0              | 1      | 0      | 0      |
| 2017/18 | MC Alger       | Ligue Professionnelle 1 | 26         | 8          | 4          | 3     | 0     | 0     | 6              | 1              | 0              | 35     | 9      | 4      |
| 2018/19 | MC Alger       | Ligue Professionnelle 1 | 24         | 5          | 2          | 2     | 0     | 0     | —              | —              | —              | 26     | 5      | 2      |
| 2019/20 | MC Alger       | Ligue Professionnelle 1 | 13         | 2          | 0          | 1     | 0     | 0     | —              | —              | —              | 14     | 2      | 0      |
| 2019/20 | Al-Fateh       | Saudi Pro League        | 14         | 5          | 2          | 0     | 0     | 0     | —              | —              | —              | 14     | 5      | 2      |
| 2020/21 | Al-Fateh       | Saudi Pro League        | 27         | 9          | 3          | 2     | 1     | 0     | —              | —              | —              | 29     | 10     | 3      |
| 2021/22 | Al-Fateh       | Saudi Pro League        | 22         | 6          | 4          | 0     | 0     | 0     | —              | —              | —              | 22     | 6      | 4      |
| 2022/23 | Al-Fateh       | Saudi Pro League        | 18         | 2          | 6          | 2     | 0     | 0     | —              | —              | —              | 20     | 2      | 6      |
| TOTAAL  | TOTAAL         | TOTAAL                  | 231        | 46         | 26         | 23    | 2     | 0     | 7              | 1              | 0              | 261    | 49     | 26     |

## Privé
Zijn neef Ali Bendebka was ook een voetballer.